# Unione Sportiva Fascista Catanzarese 1930-1931
Questa pagina raccoglie i dati riguardanti l'Unione Sportiva Fascista Catanzarese nelle competizioni ufficiali della stagione 1930-1931.

## Rosa
| N. |                   | Ruolo | Calciatore            |
| -- | ----------------- | ----- | --------------------- |
|    | Italia (bandiera) | D     | Mario Belloni         |
|    | Italia (bandiera) | C     | Ippolito Boffito      |
|    | Italia (bandiera) | C     | Nicola Brescia        |
|    | Italia (bandiera) | D     | Letterio Catapano     |
|    | Italia (bandiera) | A     | Angiolillo Chiocchini |
|    | Italia (bandiera) | A     | Alberto Colombetti    |
|    | Italia (bandiera) | C     | Colombo               |
|    | Italia (bandiera) | C     | Alberto Costa         |
|    | Italia (bandiera) | D     | Antonio Dell'Antoni   |

| N. |                   | Ruolo | Calciatore        |
| -- | ----------------- | ----- | ----------------- |
|    | Italia (bandiera) | P     | Aimo Gabardi      |
|    | Italia (bandiera) | C     | Ermenegildo Gatti |
|    | Italia (bandiera) | D     | Landoni           |
|    | Italia (bandiera) | A     | Emilio Massironi  |
|    | Italia (bandiera) | D     | Vittorio Pasti    |
|    | Italia (bandiera) | C     | Plinio Pria       |
|    | Italia (bandiera) | A     | Amedeo Rischiotti |
|    | Italia (bandiera) | A     | Albano Visentino  |
|    | Italia (bandiera) | P     | Giovanni Zanardi  |